# Nord-Frøya
Nord-Frøya is een voormalige gemeente in de toenmalige provincie Sør-Trøndelag in Noorwegen. De gemeente ontstond in 1906 door de splitsing van de gemeente  Frøya in twee delen. Beide delen werden in 1964 weer samengevoegd. 
Nord-Frøya bestaat nog wel als parochie van de Noorse kerk. De huidige parochiekerk uit 1990 staat in het dorp Sletta. Het gebouw verving de eerdere kerk uit 1880 die in 1984 door brand verloren ging,